# 1846 en photographie
| Années de la photographie : 1843 - 1844 - 1845 - 1846 - 1847 - 1848 - 1849    |
| Décennies de la photographie : 1810 - 1820 - 1830 - 1840 - 1850 - 1860 - 1870 |

Cet article présente les faits marquants de l'année 1846 en photographie.

## Événements
- L'ingénieur-opticien Carl Zeiss fonde à Iéna en Allemagne un atelier d'optique et de mécanique de précision, qui deviendra la société Carl Zeiss, spécialisée notamment dans les objectifs photographiques haut de gamme.
- Thiébaud Witz et Louis Levasseur ouvrent à Rouen les deux premiers ateliers photographiques de la ville[1].
- Le photographe américain Abraham Bogardus ouvre un studio photographique et une galerie sur Broadway à New York.

## Livres de photographies
- Fin de la publication de The Pencil of Nature de William Henry Fox Talbot.

## Études, essais, articles
- octobre : Noël Paymal Lerebours et Marc Secretan publient la 5e édition « entièrement refondue » de leur Traité de photographie : « depuis trois années la Photographie a constamment marché sans s'arrêter ; les procédés préparatoires ont surtout été simplifiés : de là une réussite bien plus certaine »[2].

## Naissances
- 9 février : Arthur Batut, photographe français, mort le 19 janvier 1918.
- 18 février : Félix Martin-Sabon, photographe français, mort le 2 décembre 1933.
- 13 mars : Martin Peter Gerlach, graveur, éditeur et photographe allemand actif en Autriche, mort le 9 avril 1918.
- 17 mars : Fitz W. Guerin, photographe américain, mort le 11 juillet 1903.
- 16 mai : Ottomar Anschütz, inventeur et photographe allemand, mort le 30 mai 1907.
- Date précise non renseignée ou inconnue :
  - Manuel Alviach, photographe espagnol, mort en 1924.
  - Louis-Antonin Neurdein, photographe français, mort en 1914.
  - Alexandre Roinachvili, photographe géorgien, mort en 1898.
  - Yasu Kōhei, photographe japonais, mort en 1917.

## Décès
- 8 août : Charlotte Sandoz, dite Madame Gelot-Sandoz, photographe française, née le 27 décembre 1803.